# Jolanda Kodra
Jolanda Kodra, właśc. Iolanda Guazzoni (ur. 18 maja 1910 w Rzymie, zm. 16 sierpnia 1963) – albańska poetka i tłumaczka pochodzenia włoskiego.

## Życiorys
Urodziła się w 1910 w Rzymie jako Iolanda Guazzoni. Była córką inżyniera, a także siostrzenicą włoskiego reżysera i scenarzysty Enrico Guazzoniego. W czasie nauki w liceum poznała Malo Kodrę – studenta albańskiego, pochodzącego z Gjirokastry. Razem z nim przyjechała do Albanii w 1931. Mieszkała w Szkodrze, Korczy, a od 1939 w Tiranie. Szybko nauczyła się języka albańskiego i zaczęła publikować utwory poetyckie w tym języku. Ukazywały się one w czasopismach Hylli i Dritës, Përpjekja shqiptare, Shkendija oraz Fryma. W latach 30. przetłumaczyła na język włoski utwory Migjeniego. W 1943 w czasopiśmie Tomorri ukazał się artykuł Kodry poświęcony twórczości Gjergj Fishty.
Po przejęciu władzy przez komunistów pracowała jako tłumaczka – w jej dorobku translatorskim znalazły się utwory Petro Marko i Sterjo Spasse, wydane w języku włoskim. Tłumaczyła także z języka rosyjskiego oraz literaturę albańską na język włoski. Władze komunistyczne nie wyraziły zgody, aby Kodra pracowała jako nauczycielka ani na jej powrót do Włoch. Do swojej ojczyzny powróciła dopiero w 1962, rok przed śmiercią.
Ze związku z Malo Kodrą miała dwie córki (Klarę i Etel).